# Dialafara
Dialafara est une localité et une commune rurale malienne, chef-lieu d'arrondissement dans le cercle de Sadiola et la région de Kayes.

## Géographie
La localité de Dialafara est située sur la route nationale RN 21 (axe Kayes-Kéniéba) à 75 km au sud-est du chef-lieu de cercle Sadiola. La commune rurale s'étend en rive droite de la Falémé, elle est frontalière du Sénégal à l'ouest. La falaise de Tambaoura escarpement gréseux marquant le rebord occidental du plateau mandingue s'étend sur un axe nord-ouest sud-est à l'est de la localité de Dialafara (altitude 127 m). Les chaines de falaises de Tambaoura prolongent les massifs du Fouta Djallon, caractérisées par des blocs géants de grès fins et  grossiers et de roches métamorphiques.
| Sadatou           | Sadiola   | Niambia |
| Khossanto         | Dialafara | Gounfan |
| Missirah Sirimana | Sitakili  | Kassama |

## Histoire
La commune rurale de Dialafara est créée en 1996. Lors de la réforme administrative de 2023, elle est soustraite du cercle de Kéniéba et versée dans le cercle de Sadiola.

## Villages
La commune s'étend sur 34 localités relevées lors du recensement général de 2009. 
Les villages les plus peuplés sont :
- Dialafara (1 467 habitants)
- Kéniékéniéba (1 315 habitants)
- Bourdala (869 habitants)

En 2023, la loi 2023-007 attribue à la commune 35 villages administratifs :
- Dialafara
- Djimini
- Tambala
- Tambaoura Kama
- Bakagny
- Kéniéty
- Sékotoko Guénoubantan
- Bourdala
- Linguékoto
- Kéniégoulou
- Kéniébanding
- Djokéba
- Daro
- Sangafadala
- Diaguina-Baroumba
- Nétékoto
- Karouma
- Soumala
- Dialafara-Kama
- Dabikolon
- Monéa
- Kéniéko
- Sollan
- Kolobo
- Tintiba
- Baye
- Arabadiania
- Kéniéding
- Bountoun
- Diourdaloma
- Souroukoto
- Kéniékéniétou
- Bérola
- Farinkounda
- Koussily

## Population
Les trois principales ethnies de la commune sont les Malinkés, Peuhls et Bambaras. L'accroissement annuel de la population est de 2,5 % pendant la période 1998-2009.

## Politique
Le conseil communal compte 17 élus lors des élections de 2009.
| Année | Maire élu        | Parti politique |
| ----- | ---------------- | --------------- |
| 2009  | Gaoussou Sissoko | Adéma-Pasj      |
| 2016  | Seydou Sacko     | RPM             |

## Culture
La commune rurale est l'unique commune de l'aire culturelle du Djebeling.

## Lien
- Plan de sécurité alimentaire - Commune rurale de Dialafara - 2007-2011, Reliefweb